# Campeonato Mundial de la Cueca Chilena
El Campeonato Mundial de la Cueca Chilena es un evento folclórico competitivo de cueca tradicional —declarada como la «danza nacional de Chile» en 1979— realizado anualmente desde 2003 en la ciudad de Toronto (Canadá) y organizado por el Centro Cultural Chileno Canadiense “Araucanía”. Se desarrolla durante un fin de semana —tres días— de agosto en la Plaza Mel Lastman en el marco de la Hispanic Fiesta.

## Características
La cueca ha sido difundida por las comunidades chilenas en el extranjero y los requisitos para competir son ser mayor de 18 años, pertenecer a una organización cívico-cultural registrada en el Consulado o Embajada de Chile del país de residencia y vestir atuendos típicos de huaso. Cada pareja es seleccionada mediante un campeonato local en su país y los chilenos corresponden a quienes triunfan en el Campeonato Nacional de Cueca. Los ganadores se presentan en el Festival del Huaso de Olmué (Chile) al año siguiente. Fue suspendido en 2020 y 2021 debido a la pandemia de COVID-19.

## Evaluación
El primer día realizan una presentación general de una cueca —tres bailes—. Mientras que el segundo y tercero se presentan por parejas con una cueca. Son considerados la prestancia y el dominio del escenario. La "vuelta inicial" debe ser «corralera», «doble S», «el 8», «herradura» o «redonda», no aceptándose vueltas de creatividad personal no reconocidas por la cultura tradicional chilena. En el "floreo" comienza la etapa interpretativa con el acercamiento a la dama en forma de «achiques», «coquetería», «galanura», «medialuna» o «requiebres», de modo natural que enriquezcan la danza y no la sobrecarguen. En las "vueltas" se debe respetar la métrica musical, llegando y marcando el punto de inicio, y el cambio de lado debe ser en «S» directa o cortada en el centro.

## Ganadores
| Edición | Año  | Pareja                          | País      | Ciudad  |
| ------- | ---- | ------------------------------- | --------- | ------- |
| XVI     | 2018 | Bianca Liberona y Steve Collado | Australia | Perth   |
| XVII    | 2019 | Cynthia Pizarro y Rubén Chávez  | Canadá    | Toronto |